# Vine (software)
Vine a fost o aplicație mobilă deținută de Twitter care a permis utilizatorilor să creeze și să posteze videoclipuri scurte. Videoclipurile create cu Vine aveau o lungime de maxim 6 secunde și puteau fi distribuite pe rețele sociale ca Twitter și Facebook.
Din 17 ianuarie 2017, aplicația Vine a devenit Vine Camera, cu care încă se pot crea vine-uri, care pot fi distribuite pe Twitter.